# RSS-CB
RSS-CB es una extensión de RSS 1.0 creado para cubrir ciertas necesidades de diseminación de información de los bancos centrales. Sigue la estructura convencional de RSS 1.0 y agrega elementos orientados primordialmente a ser procesados por otras máquinas. También soporta varios elementos de Dublin Core. La versión más reciente de RSS-CB es la especificación 1.1. Se encuentra basado en RSS 1.0 - a diferencia de otros formatos de sindicación tales como RSS 2.0 o Atom - básicamente dado que RSS 1.0 es una instancia de RDF, una especificación bien establecida de W3C que provee "un marco de trabajo común para expresar información de modo que pueda ser intercambiada entre aplicaciones sin perder significado."
- Datos: Q6095824